# Dekanat Rzeszów Katedra
Dekanat Rzeszów Katedra – dekanat diecezji rzeszowskiej składający się z 8 parafii:
- Rzeszów-Matysówka – Matki Bożej Królowej Polski
- Rzeszów – Matki Bożej Częstochowskiej
- Rzeszów-Biała – Miłosierdzia Bożego
- Rzeszów – Najświętszego Serca Jezusowego
- Rzeszów – Opatrzności Bożej (salezjanie)
- Rzeszów – św. Jadwigi Królowej
- Rzeszów – św. Michała Archanioła
- Rzeszów-Zalesie – Wniebowzięcia Najświętszej Maryi Panny